# Solo carnicería
Solo Carnicería es el primer álbum de la banda mexicana Desangre. 

## Canciones
- Se los carga la chingada
- Masacre sin razón
- Solo carnicería
- Nuestra propia mierda
- Porfirio
- Machacahuevos
- Destripador
- Los ojos del asesino
- Pútrido
- J.D.
- Enfermos de poder
- Zorra santurrona
- Violando mujeres muertas
- Deskisiada
- Falsa ideología
- Realidades paralelas
- Sigue a betonas
- Maldito agujero

## Alineación
- Athal (Guitarra)
- Alka (Voz)
- J.M. Aldape (Batería)
- Osvaldo Martínez (Bajo)

- Datos: Q16635464